# Mikael Källman
Paul Mikael Källman (* 12. Februar 1964 in Karis) ist ein finnischer Handballtrainer und ehemaliger Handballspieler. Er spielte meist auf Rückraummitte, wobei er mit 1,87 m Körpergröße über ein außergewöhnliches Bewegungstalent und einen harten platzierten Wurf verfügte.
Der Finnlandschwede Källman spielte zwölf Jahre in der Handball-Bundesliga und erzielte dabei 1219 Tore in 319 Spielen. Er spielte von 1986 bis 1996 für die SG Wallau/Massenheim, mit der er den IHF-Pokal 1991/92, die Deutsche Meisterschaft 1992 und 1993 sowie den DHB-Pokal 1993 und 1994 gewann. Im Jahr 1992 wurde er der erste Ausländer, der in Deutschland zum Handballer des Jahres gewählt wurde. Nachdem er zwei Jahre in seiner Heimat für BK-46 in Karis gespielt hatte, kehrte er 1998 zum TUSEM Essen zurück. 2004 beendete er seine Karriere in Finnland bei BK-46 als finnischer Vizemeister. Zuvor war er sechsmal finnischer Meister und viermal Pokalsieger geworden. Källman gilt als der beste finnische Handballer aller Zeiten. Er wurde in Finnland zwölfmal durchgehend von 1985 bis 1996 und noch zweimal 2000 und 2002 zum besten Handballspieler des Jahres gewählt.
Für Finnland bestritt er 116 Länderspiele, in welchen er 764 Tore erzielte. Zwischenzeitlich gab es Überlegungen, Källman in Deutschland einzubürgern.
Im Jahr 2008 übernahm Källman das Traineramt des finnischen Vereins HC West in Kauniainen in der Region Helsinki, den er 2011 und 2012 zur Meisterschaft sowie 2009 und 2012 zum finnischen Pokalsieg führte. Zusätzlich trainierte Källman ab 2009 die finnische Nationalmannschaft. Källmann verließ im Sommer 2015 HC West und wechselte zum Ligarivalen IF Helsinge Atlas in Vantaa. Gleichzeitig gab er sein Traineramt der finnischen Nationalmannschaft ab. Im August 2016 beendete er seine Tätigkeit bei Atlas. In den Spielzeiten 2017/18 und 2018/19 trainierte er BK-46. Zwischen Januar 2020 und dem Saisonende 2023/24 betreute er die Männermannschaft von Grankulla IFK in Kauniainen (schwedisch Grankulla).
Mikael Källman wohnt in Ekenäs und arbeitet als Polizist. Er ist verheiratet und hat vier Kinder. Sein Sohn Benjamin Källman ist Fußballspieler und wechselte 2025 zu Hannover 96 nach Deutschland.

## Auszeichnungen
- 1990 Sport-Pressens guldmedalj
- 1992 Handballer des Jahres